# Монтамат
Монтама́т (фр. Montamat) — коммуна во Франции, находится в регионе Юг — Пиренеи. Департамент — Жер. Входит в состав кантона Ломбес. Округ коммуны — Ош.
Код INSEE коммуны — 32277.

## География

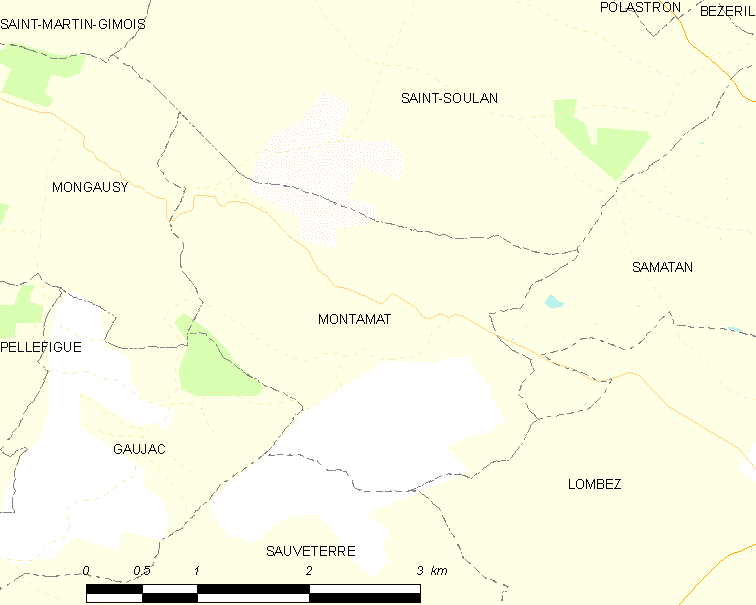
Карта коммуны

Коммуна расположена приблизительно в 610 км к югу от Парижа, в 50 км западнее Тулузы, в 28 км к юго-восточнее от Оша.

## Климат
Климат умеренно-океанический. Лето жаркое и немного дождливое, температура часто превышает 35 °С. Зимой часто бывает отрицательная температура и ночные заморозки. Годовое количество осадков — 700—900 мм.

## Население
Население коммуны на 2010 год составляло 121 человек.
| 1962 | 1968 | 1975 | 1982 | 1990 | 1999 | 2010 |
| ---- | ---- | ---- | ---- | ---- | ---- | ---- |
| 114  | 125  | 116  | 91   | 87   | 92   | 121  |

## Администрация
| Период | Период | Фамилия     | Партия | Примечания |
| ------ | ------ | ----------- | ------ | ---------- |
| 2001   | 2020   | Сильвен Лоз |        |            |

## Экономика
В 2010 году среди 81 человека трудоспособного возраста (15-64 лет) 65 были экономически активными, 16 — неактивными (показатель активности — 80,2 %, в 1999 году было 76,8 %). Из 65 активных жителей работали 58 человек (33 мужчины и 25 женщин), безработных было 7 (2 мужчин и 5 женщин). Среди 16 неактивных 4 человека были учениками или студентами, 8 — пенсионерами, 4 были неактивными по другим причинам.